# Gmina Galten
Gmina Galten (duń. Galten Kommune) - istniejąca w latach 1970–2006 gmina w Danii w  okręgu Århus Amt. 
Siedzibą władz gminy było miasto Galten. 
Gmina Galten została utworzona 1 kwietnia 1970 na mocy reformy podziału administracyjnego Danii. Po kolejnej reformie administracyjnej w roku 2007 weszła w skład nowej gminy Skanderborg.

## Dane liczbowe
- Liczba ludności: (♀ 5559 + ♂ 5527) = 11 086
  - wiek 0-6: 11,1%
  - wiek 7-16: 14,9%
  - wiek 17-66: 65,7%
  - wiek 67+: 8,3%
- zagęszczenie ludności: 154,0 osób/km²
- bezrobocie: 3,8% osób w wieku 17-66 lat
- cudzoziemcy z UE, Skandynawii i USA: 92 na 10 000 osób
- cudzoziemcy z krajów Trzeciego Świata: 183 na 10 000 osób
- liczba szkół podstawowych: 4 (liczba klas: 71)